# Ferrari 1512
La Ferrari 1512
  (o chiamata anche Ferrari 512 F1) è una monoposto di Formula Uno realizzata dalla scuderia italiana Ferrari per partecipare dalla stagione 1964 alla 1965 all'omonimo campionato. Nel 1964 contribuì alla vittoria del campionato costruttori.

## Storia

Motore della Ferrari 1512; si notino le bancata a 180°

Il nome "1512" della vettura, si riferiva alla cilindrata da 1,5 litri e ai 12 cilindri del motore.
Contemporaneamente allo sviluppo del V8, Mauro Forghieri intraprese la strada del 12 cilindri piatto con bancate a 180° per realizzare una vettura da affiancare alla 158 F1 per poi sostituirla. Tecnicamente la monoposto si caratterizza per il motore, il passo di 2 cm superiore e un lieve aumento del peso rispetto alla 158. Esteticamente il corpo vettura è più lungo e si differenzia per il numero dei collettori d'aspirazione che sono 12.
La gestazione di questo nuovo motore fu piuttosto lunga ragion per cui la vettura venne impiegata per la prima volta nell'ultima gare della stagione 1964, contribuendo così alla conquista del titolo costruttori.
Particolarità della monoposto era il motore, da 1,5 litri come predisposto dal regolamento dell'epoca con 12 cilindri che era stato concepito nell'inedita configurazione a 180° per renderlo il più compatto possibile collocando l'alternatore, la pompa della benzina e l'alimentazione alla sua sommità e per abbassare di conseguenza il baricentro della vettura. Il propulsore era uno dei motori con il minor rapporto tra cubatura di ogni cilindro e cilindrata totale; infatti ogni cilindro misurava circa 125 cm³ l'uno.
Fu il primo motore di Formula 1 con tale configurazione e fece da progenitrice al motore V12 piatto Ferrari Tipo 001. 
Realizzato inizialmente con l'iniezione indiretta Lucas, venne poi equipaggiato con l'iniezione diretta della Bosch e con un sistema a doppia accensione grazie all'adozione di due candele per ogni cilindro. Nella sua versione definitiva questo motore erogava circa 225 CV a 11 500 giri/min.

## Risultati completi
| Anno | Team                       | Motore              | Gomme | Piloti  |  |  |  |  |  |  |  |  |     |   | Punti   | Pos. |
| ---- | -------------------------- | ------------------- | ----- | ------- |  |  |  |  |  |  |  |  | --- | - | ------- | ---- |
| 1964 | North American Racing Team | Ferrari 207 Flat 12 | D     | Bandini |  |  |  |  |  |  |  |  | Rit | 3 | 45 (49) | 1º   |

| Anno | Team                                        | Motore              | Gomme | Piloti      |    |   |   |   |   |   |     |     |   |    | Punti   | Pos. |
| ---- | ------------------------------------------- | ------------------- | ----- | ----------- | -- | - | - | - | - | - | --- | --- | - | -- | ------- | ---- |
| 1965 | Scuderia Ferrari North American Racing Team | Ferrari 207 1.5 F12 | D     | Surtees     |    |   |   |   | 3 | 7 | Rit | Rit |   |    | 26 (27) | 4º   |
| 1965 | Scuderia Ferrari North American Racing Team | Ferrari 207 1.5 F12 | D     | Bandini     | 15 | 2 | 9 | 8 |   |   |     | 4   | 4 | 8  | 26 (27) | 4º   |
| 1965 | Scuderia Ferrari North American Racing Team | Ferrari 207 1.5 F12 | D     | Scarfiotti  |    |   |   |   |   |   |     |     |   | NP | 26 (27) | 4º   |
| 1965 | Scuderia Ferrari North American Racing Team | Ferrari 207 1.5 F12 | D     | P.Rodríguez |    |   |   |   |   |   |     |     | 5 | 7  | 26 (27) | 4º   |

| Legenda | 1º posto     | 2º posto | 3º posto    | A punti         | Senza punti/Non class.  | Grassetto – Pole position Corsivo – Giro più veloce |
| Legenda | Squalificato | Ritirato | Non partito | Non qualificato | Solo prove/Terzo pilota | Grassetto – Pole position Corsivo – Giro più veloce |